# Wonwoo
Jeon Won-woo (en hangul: 전원우; Ciudad de Changwon, Provincia de Gyeongsang del Sur, 17 de julio de 1996), conocido simplemente como Wonwoo, es un rapero, cantante, bailarín y modelo surcoreano. En 2015 inició su carrera musical como integrante del grupo masculino surcoreano Seventeen, formado por la agencia Pledis Entertainment.

## Biografía
Wonwoo nació el 17 de julio de 1996 en el distrito de Uichang, Changwon, ciudad capital de la Provincia de Gyeongsang del Sur en Corea del Sur. Su familia está formada por su padre, madre y un hermano dos años menor llamado Jeon Bo-Hyuk.
Fue criado y creció en su ciudad natal donde concluyó su educación primaria en la escuela Sahwa y educación media en la escuela Palryong. Inició su educación secundaria en el colegio Moonsung pero una vez que fue seleccionado por Pledis Entertainment tuvo que mudarse a Seúl y fue transferido a la Escuela de Artes Escénicas de Seúl (SOPA).
Es recordado por sus antiguos compañeros de Palryong por presentar Breath de B2ST y Rainism de Rain durante un acto escolar junto a otros compañeros, y por su personalidad reservada y buen aspecto.
Wonwoo expresó durante un breve documental filmado previo al debut de Seventeen que desde niño sintió interés por la música, lo que lo llevó años después a inscribirse a un curso de guitarra en una academia de música en Changwon junto a sus amigos. En otra ocasión relata que en ese tiempo Pledis Entertainment llevó a cabo audiciones en su academia y solo acompañaba a uno de sus amigos para brindarle apoyo cuando al parecer llamó la atención de los encargados de casting quienes le sugirieron que audicione también. Wonwoo aceptó con la idea de ganar experiencia y esa fue la primera audición que realizó.
Se convirtió en aprendiz el 27 de noviembre de 2011, el mismo año que Mingyu y Hoshi, sus compañeros de grupo en la actualidad.
Durante el siguiente año fue seleccionado para formar parte del nuevo proyecto de la agencia llamado Seventeen, un grupo masculino que planeaban debutar y estaría conformado por 17 integrantes.

## Primeros Años

### 2012: Apariciones en videos musicales
El 14 de marzo de 2012 se publicó en YouTube el video musical de Face, el sencillo debut de NU'EST.
En el video participa como uno de los acosadores del colegio junto a otros aprendices de Pledis, incluyendo a actuales integrantes de Seventeen.
Meses después, el 8 de mayo de 2012, se lanzó el EP debut de HELLOVENUS titulado Venus junto al video musical del mismo nombre. Aparece brevemente junto a Hoshi, Woozi, Mingyu y Seungkwan.
Posiblemente forma parte del video musical de My Copycat, canción de Orange Caramel, ya que se puede encontrar a otros integrantes de Seventeen en medio de las multitudes que se observan en el video.

### 2012-2014: 17TV
Wonwoo se mostró públicamente por primera vez como parte de Seventeen durante la transmisión especial navideña de 17TV por UStream el 24 de diciembre de 2012 junto a otros 10 chicos.
17TV comenzó a transmitirse oficialmente el 7 de enero de 2013. Las transmisiones se realizaban en una sala de ensayo donde se podía ver a los aprendices realizando diversas actividades mientras practicaban y se preparaban para el debut. 
Inicialmente los nombres eran desconocidos para la audiencia por lo que llevaban apodos, el de Wonwoo era Mr. Beanie porque frecuentemente utilizaba gorros. Más adelante, durante la transmisión del 27 de febrero de 2013, dio a conocer su nombre real.

### 2014-2015: Apariciones en programas de música
Previo al debut, Wonwoo aparece en varias presentaciones de artistas de su agencia en programas de música.
En 2014, junto a Lim Nayoung, exaprendiz de Pledis y exintegrante de I.O.I y Pristin, participó en la presentación del 12 de junio en M Countdown de A midsummer night's sweetness, canción interpretada por el rapero San E y la vocalista de After School y Orange Caramel, Raina. Ese mismo día, aparece en el programa Picnic Live del canal MBC M. 
Participa por última vez en la presentación de Music Core del 14 de junio, y el 14 de enero de 2015 forma parte de una presentación especial durante KBS Song Festival, festival de fin de año de la cadena KBS World, junto a S.Coups, Jun, Hoshi, Mingyu y Vernon, y otras exaprendices de Pledis y exintegrantes de Pristin y/o I.O.I , incluida Nayoung.
Durante 2014, también es parte de las promociones de My Copycat, canción de la subunidad de After School, Orange Caramel. Puede ser visto en medio de varios aprendices de la agencia durante la presentación del 22 de agosto en Music Bank y la del 24 de agosto en Inkigayo, y nuevamente en la presentación del 31 de agosto en Inkigayo, acompañado de S.Coups, Hoshi, Woozi, Mingyu y Vernon.

## Carrera Musical

### Debut
Wonwoo debutó el 26 de mayo de 2015 como integrante de Seventeen y la unidad Hip-Hop, conformada por los raperos principales del grupo. 
Está acreditado en KOMCA como letrista por su participación en la producción de 'Ah Yeah', canción que forma parte del miniálbum debut del grupo, 17 Carat. 
Las promociones del sencillo promocional, Adore U, duraron 2 meses, tiempo en el que se presentó en varios programas de música, radio y festivales. También participó en el episodio 166 de After School Club transmitido por Arirang TV.

#### Regreso con Boys Be
Seventeen regresó el 10 de septiembre de 2015, luego de casi 3 meses del lanzamiento de 17 Carat, con su segundo miniálbum titulado Boys Be y Mansae como la canción principal. Al igual que en 17 Carat, Wonwoo aparece acreditado en KOMCA como letrista de Fronting, canción del álbum interpretada por la unidad Hip-Hop, pero en esta ocasión también colaboró con la letra de Mansae y Rock. 
Mansae debutó en el puesto #67 del Top 100 de MelOn, siendo el primer ingreso del grupo en las listas de esa plataforma, lo que indicó un creciente interés del público. También fueron nominados varias semanas para el primer puesto del programa de música The Show, lamentablemente no ganaron pero se demostró un notable crecimiento desde el debut.
Durante las promociones de Mansae, Wonwoo participó del episodio 222 del popular programa Weekly Idol donde Seventeen fue invitado por primera vez. El episodio registró 28,1% de rating, reforzando la popularidad del grupo.

#### Primer concierto
Del 24 al 26 de diciembre del 2015, Seventeen llevó a cabo su primer concierto posterior al debut, llamado 'LIKE SEVENTEEN: Boys Wish', con 4 shows en el Yongsan Art Hall de Seúl, frente a una audiencia de 3200 personas por show. Presentaron canciones lanzadas durante el año como grupo y unidades, y realizaron otras presentaciones especiales donde revelaron canciones inéditas.

##### Participación de Wonwoo en el concierto 'LIKE SEVENTEEN: Boys Wish'.
| Canción                                           | Notas                          |
| ------------------------------------------------- | ------------------------------ |
| Mansae                                            | junto a Seventeen              |
| Shining Diamond                                   | junto a Seventeen              |
| Rock                                              | junto a Seventeen              |
| 'All I want for Christmas is you' de Mariah Carey | junto a Seventeen              |
| 'Bindaetteok Gentleman' de Han Bok-Nam            | junto a Seventeen              |
| Fast Pace (nueva)                                 | junto a Seventeen              |
| No F.U.N                                          | junto a Seventeen              |
| Adore U                                           | junto a Seventeen              |
| Fronting (versión grupal)                         | junto a Seventeen              |
| 'One Love' de 1TYM                                | junto a S.Coups, Woozi y Dino  |
| Space (nueva)                                     | junto a la unidad Hip-Hop y DK |
| Ah Yeah                                           | junto a la unidad Hip-Hop      |
| 'Believe Me' de Lil Wayne                         | junto a la unidad Hip-Hop      |
| 'Lotto (Remix ver.)' Mixtape                      | junto a la unidad Hip-Hop      |
| 'Black Skinhead' de Kanye West                    | junto a la unidad Hip-Hop      |
| Monday To Saturday (nueva)                        | junto a la unidad Hip-Hop      |
| 'A midsummer night's sweetness (Remix)' Mixtape   | junto a la unidad Hip-Hop      |
| 'Bucket List (feat. Vernon)' de Bumzu             | junto a Vernon y Bumzu         |

Concluyeron el 2015 con su primer concierto y como invitados a los Mnet Asian Music Awards (MAMA) que se llevó a cabo el 2 de diciembre de 2015 en Hong Kong, en esa ocasión fueron nominados en la categoría "Novato del año", aunque no ganaron, se presentaron en conjunto con Monsta X, otro grupo de chicos que había debutado aquel año bajo la agencia Starship.

### 2016: Primer presentación individual
En los primeros meses de 2016, el grupo fue invitado y se presentó en diferentes ceremonias de premios, nominados en las categorías para novatos.
El 16 de enero del 2016 se llevó a cabo la 25º entrega de premios de los Seoul Music Awards, donde se presentaron y ganaron por primera vez su categoría. Esa misma noche, Wonwoo también presentó Auditory Hallucination, canción que forma parte de la banda sonora de Kill Me, Heal Me,  junto a la cantante Jang Jae-In, donde interpretó las partes pertenecientes al rapero NaShow.

#### Regreso con Love & Letter
Antes de finalizarse la emisión de One Fine Day: 13 Castaway Boys, emitido desde el 15 de febrero de 2016 hasta el 11 de abril de 2016 por MBC Music, el 18 de marzo de 2016 se reportó que Seventeen haría su regreso con su primer álbum de estudio en abril.
El 25 de abril de 2016 se lanzó el primer álbum de estudio del grupo llamado First Love & Letter, con Pretty U seleccionada como canción principal y su respectivo video musical. Wonwoo en este álbum aparece acreditado como letrista en KOMCA por su participación en la letra de Chuck, Still Lonely, y una nueva versión de Mansae interpretada por la unidad Hip-Hop, Monday To Saturday, la cual presentaron por primera vez el año anterior en el concierto LIKE SEVENTEEN: Boys Wish.
Pretty U debutó en el puesto #3 del Top 100 de MelOn y las ventas físicas del álbum alcanzaron las 80 000 copias vendidas la primera semana en Hanteo. Con el notable crecimiento tanto en desempeño digital y ventas físicas, el 4 de mayo de 2016 obtuvieron su primer triunfo en un programa de música de Corea del Sur, consiguiendo ocupar el primer puesto en Show Champion.

#### Controversia
El 8 de mayo de 2016, en medio de las promociones de Love & Letter, salieron a la luz comentarios maliciosos que Wonwoo realizó en sitios coreanos en los años donde se encontraba cursando su educación primaria, antes de convertirse en aprendiz de Pledis.
En los comentarios, criticaba y se burlaba del aspecto de las integrantes de Girls' Generation, dando a entender que eran feas. 
Recibió duras críticas de los fanáticos de Girls' Generation e internautas. Pronto, el 9 de mayo, Wonwoo publicó como disculpa una carta escrita a mano en el fancafe de Seventeen, donde expresó lo siguiente:
“Hola, soy Wonwoo.
Primero quiero pedir disculpas a todos a los que dañé con este problema.
Escribo esto porque juzgué que era justo reconocer mi error, disculparme, y recibir un castigo en lugar de poner excusas como que fue un error de cuando era joven y que no era algo que recuerde.
Aunque escribí eso cuando era joven, fue algo que escribí. Lo siento mucho por Girls’ Generation, sus fans, y Carat.
También lo siento mucho por nuestros miembros que han trabajado duro para que SEVENTEEN se convierta en lo que es ahora.
Ahora que pienso en ello, yo era muy inmaduro.
Pensaba a la ligera sobre aquellos que aparecían en televisión, y no pensé que las palabras que dije pudieran herir a alguien.
Aprendí sobre el peso que soportan las personas que se suben al escenario después de convertirme en estudiante de la escuela secundaria y comenzar mi entrenamiento para ser un miembro de SEVENTEEN.
Aprendí sobre el significado de estar sobre el escenario después de entender el corazón de las personas que se suben a el y aprender lo duro que trabaja tanta gente para que incluso una persona se suba al escenario, y comencé a entender y respetar lo increíble que es que Girls’ Generation se encuentren ahí.
También aprendí la responsabilidad que tiene este papel cuando sentí el amor de los fans, y cuando comencé a sentir la atención del público, aprendí la influencia y el peso de incluso un comentario, y el corazón de alguien que lo lee.
Por eso estoy reflexionando y estoy arrepentido. No me atrevo a pedir que me perdonen; solo quiero seguir reflexionando sobre mis acciones y pedir disculpas a Girls’ Generation.
Incluso cuando miro de nuevo esas palabras que dejé sin pensar, están mal, y sé que mis acciones podrían haber herido a alguien. Estoy demasiado avergonzado para levantar la cabeza, con mi corazón lleno de disculpas pesando en mi pecho.
Trabajaré duro para no decepcionar de nuevo. Leeré y nunca olvidaré todo el reproche contra mis acciones inmaduras y consejos.
Espero que sigan enseñándome.
Me disculpo una vez más. Lo siento.”

Pledis comentó:
“Más que una disculpa a través de la agencia, él quería pedir disculpas personalmente, y pensamos que esta sería la mejor manera de transmitir el corazón de Wonwoo. Esperamos que con estas palabras sea transmitida su sinceridad, incluso aunque solo sea un poco.”
Seventeen concluyó las exitosas promociones de Pretty U y su primer álbum el 29 de mayo de 2016.

### Problemas de salud e interrupción de actividades
El 3 de junio de 2016, Pledis informó a través del fancafe de Seventeen que Wonwoo no asistiría al Dream Concert que se llevó a cabo el 4 de junio de aquel año, ni a la firma de autógrafos el siguiente día, debido a que había sido diagnosticado con gastritis aguda. 

Escribieron lo siguiente:
“Wonwoo sintió dolor repentinamente en su estómago en medio de la noche y fue diagnosticado con gastritis aguda cuando visitó el hospital. Actualmente está recuperándose.
Wonwoo insistió en cumplir con sus compromisos pero debido a que su salud es primero que nada, decidimos que no participará en ningún evento de su agenda hasta el domingo. Haremos lo que sea para que recupere su salud y sea capaz de presentarse ante los fans otra vez pronto.”
El 15 de junio, luego del anuncio del lanzamiento del primer álbum reempaquetado del grupo, la agencia realizó una declaración oficial sobre el estado de salud de Wonwoo:
“Hola. somos Pledis Entertainment.
Se ha decidido que Wonwoo, miembro de SEVENTEEN, no realice promociones de difusión por el momento, con el fin de tener una recuperación saludable.
Nos gustaría pedir disculpas a los aficionados que aprecian y aman a Wonwoo por dar esta noticia repentina, así como la anterior sobre su salud.
Después de su diagnóstico de gastritis aguda, Wonwoo recibió un chequeo con el fin de recuperarse. El chequeo reveló que perdió resistencia (estamina) y se determinó que necesitaba tiempo para descansar, siendo incapaz de continuar las promociones con el resto del grupo luego de una larga discusión con Wonwoo.
Wonwoo había estado descansando con el fin de recuperarse y curarse de su gastritis aguda. Con intención de adherirse a las promociones para el álbum, participó en la grabación y la filmación del video musical. Sin embargo, consideramos que los programas musicales y horarios de emisión serían demasiado para Wonwoo que sigue recuperándose. Aconsejamos que descanse por su salud y futuro.
Wonwoo mostró una fuerte voluntad para unirse a sus compañeros en las promociones, pero no estará en esta ocasión con el fin de recuperarse por completo y estar con SEVENTEEN durante mucho tiempo. Por lo tanto, las promociones de difusión de SEVENTEEN para su álbum reempaquetado están planeadas para que cuenten con 12 miembros. Wonwoo se reincorporará después de que esté totalmente recuperado.
Nos disculpamos una vez más por causarles preocupación a los fans. Por favor apoyen a Wonwoo y SEVENTEEN.
Gracias.”

### 2021: Primer sencillo digital
El 28 de mayo de 2021 lanzó el sencillo digital Bittersweet junto a Mingyu, que incluyó como artista invitada a Lee Hi, quien prestó su voz para el estribillo de la canción.
Bittersweet es descripta como una balada pop de tempo medio, compuesta por Bumzu con arreglos de Nmore. Wonwoo participó escribiendo la letra, la cual busca ilustrar el dilema entre el amor y la amistad.
El mismo día fue publicado en Youtube el video musical de la canción, dirigido por Kim Jong-Kwan, un reconocido director y guionista de cine surcoreano. Este es protagonizado por Wonwoo, Mingyu y la actriz Lee So-Hee , los tres interpretan a un pequeño grupo de amigos y buscan representar el dilema que plantea la letra de la canción. 
El video llamó la atención por la inspiración cinematográfica que el director plasmó, muchos notaron la fuerte influencia de la película Chungking Express del famoso director hongkonés, Wong Kar-Wai. 
Actualmente la canción se encuentra disponible en las plataformas de música más populares, y cuenta con más de 40 millones de reproducciones en Spotify donde alcanzó el puesto #24 en la lista Viral 50 global luego de su lanzamiento. 

## Discografía

### Sencillos digitales

#### junto a otros artistas
| Año  | Título                       | Canción                    | Artista invitado |
| ---- | ---------------------------- | -------------------------- | ---------------- |
| 2021 | 'Bittersweet' junto a Mingyu | Bittersweet (feat. Lee Hi) | Lee Hi           |

## Modelaje

### 2016: GQ
Wonwoo fue el primer miembro de Seventeen en tener una sesión de fotos individual.
En la edición coreana de marzo de la revista GQ durante 2016, Wonwoo mostró por primera vez sus habilidades en el modelaje desplegando diversas poses durante la sesión, la cual también incluyó una breve entrevista.

### 2022-actualidad: Huxley
El 17 de noviembre de 2022, la marca coreana de cosméticos para la piel, Huxley, publicó fotos a través de sus redes sociales oficiales con pistas que indicaban la nueva cara de la marca.
El siguiente día se reveló que Wonwoo se convirtió en el nuevo modelo y embajador de la marca.

## Vida personal

### Familia
Wonwoo nunca se mostró públicamente junto a nadie de su familia, sin embargo, sus padres son reconocidos gracias a breves apariciones previas al debut de Seventeen, y por asistir a eventos del grupo tales como conciertos.
El padre de Wonwoo apareció en la transmisión del 22 de febrero de 2013 de la primera temporada de 17 TV, presentándose como el padre de Mr. Beanie. 
Bo-Hyuk, el hermano menor de Wonwoo, fue conocido por asistir a unos cuantos eventos de Seventeen y por pequeños trabajos de modelaje cuando era más joven. Actualmente sube vlogs en Youtube junto a su novia en el canal HYEOKIIHYEONY. 
Pese a que Wonwoo nunca se mostró públicamente junto a Bo-Hyuk, lo mencionó en las plataformas del grupo como Weverse, donde incluso les pidió a las fanáticas que lo felicitaran por su cumpleaños. 
El 6 de abril de 2022, a través de las redes sociales oficiales del grupo, Pledis informó que la madre de Wonwoo había fallecido por una enfermedad durante la mañana de aquel día.
La madre de Wonwoo fue quien menos se mostró en público, pero era reconocida por salir en fotos que las fanáticas tomaron durante la graduación de Wonwoo, donde también aparecían algunos de sus compañeros de grupo a inicios del 2015.
Tanto su padre como su madre aparecieron en el último episodio de 17 Project: Debut Big Plan junto al resto de los padres de los chicos.
Recientemente, Wonwoo publicó fotos en su cuenta de Instagram junto a la nueva mascota de su familia. En el segundo episodio de Game Caterers, reveló que su padre estaba interesado en jugar golf, por esa razón ganó un palo y pelotas de golf para él durante uno de los juegos del programa.

### Amistades
Es conocida su cercana amistad con I.M, integrante de Monsta X. También tiene muy buena relación con su compañero de agencia, Baekho.